# Я был магазинным воришкой
«Я был магазинным воришкой» (англ. I Was a Shoplifter) — фильм нуар режиссёра Чарльза Ламонта, который вышел на экраны в 1950 году.
Фильм рассказывает об агенте под прикрытием Джеффе Эндрюсе (Скотт Брейди), которому под видом магазинного вора поручено внедриться и разоблачить банду, специализирующуюся на кражах из крупных универмагов. Когда молодая девушка из приличной семьи Фэй Бёртон (Мона Фриман) попадается на краже в универмаге, банда профессиональных магазинных воров шантажом принуждает её работать на себя. Джефф в свою очередь использует случайное знакомство с Фэй, чтобы через неё войти в контакт с руководством банды, а затем провести операцию по её ликвидации.
Фильм не привлёк к себе особого внимания критики, отметившей лишь хороший темп повествования и игру Андреа Кинг в роли главной злодейки. Фильм также памятен появлением только начинавших свою карьеру двух будущих голливудских звёзд — Тони Кёртиса и Рока Хадсона — которые сыграли небольшие роли.

## Сюжет
В крупном универсальном магазине в Лос-Анджелесе продавцы обращают внимание на молодую привлекательную женщину Фэй Бёртон (Мона Фриман), которая крадёт вещи с прилавка. Джефф Эндрюс (Скотт Брейди), который оказывается рядом с ней в магазине, предупреждает Фэй, что за ней следят, но она делает вид, что не понимает его, и продолжает воровать. Сотрудники магазина сообщают о краже охране универмага, которая задерживает Фэй на выходе из магазина. Через несколько минут с украденными вещами задерживают и Джеффа, который оказывается с Фэй в одной комнате. Выясняется, что 22-летняя Фэй является дочерью известного судьи, никогда не нарушала закон и имеет солидный счёт в банке. Она клянётся, что больше никогда не будет воровать, и прибывший детектив, припугнув её тюрьмой в случае повторного задержания на краже, заставляет её подписать признание, после чего отпускает.
Тем временем на Джеффа обнаруживается солидное криминальное досье, которое в действительности специально сфабриковано полицией, так как Джефф работает агентом под прикрытием, которому поручено внедриться в банду профессиональных магазинных воров. Джефф работает непосредственно под руководством шерифа Бэскома (Майкл Раффетто), который объясняет, что банда использует только непрофессиональных воров, которые ничего не знают о банде в целом, и когда те попадаются, банда прекращает с ними всякие связи. Бэском подозревает, что кто-то в охране универмага связан с бандой, передавая ей наводки на задержанных воров. Джефф предлагает проследить за Фэй, на которую, возможно выйдут члены банды. Действительно, на следующий день в библиотеке, где работает Фэй, появляется элегантная молодая женщина Айна Пердью (Андреа Кинг), которая обещает уничтожить подписанное ей признание, в случае если вечером она приедет на встречу в ночной клуб «Каза дель Мар». Этот разговор слышит сотрудник полиции, который следит за Фэй. Отец Фэй находится в командировке в Европе, и она живёт с тётей, которая не хочет отпускать племянницу поздно вечером в ночной клуб. Однако Фэй уходит, встречая перед своим домом Джеффа, который предлагает ей поехать вместе. В клубе Пепи (Тони Кёртис), подручный Айны, провожает Фэй в кабинет на втором этаже, где её принимает сообщник Айны, Барки Нефф (Роберт Гист), показывая девушке фотокопию её признания. Барки угрожает, что если Фэй откажется от сотрудничества, то они передадут её признание в прессу, что разрушит карьеру её отца. Тем временем Айна беседует с Джеффом, спрашивая о его отношениях с Фэй. Выдавая себя за уголовника, Джефф объясняет, что хотел бы вступить в банду, даже несмотря на то, что Айна и не работает с профессионалами. Затем Айна поднимается наверх, где показывает Фэй некоторые приёмы, с помощью которых можно незаметно красть с прилавков и выносить различные вещи. Она также проверяет криминальное досье Джеффа, после чего назначает ему встречу на следующий день в ломбарде. Как узнаёт Джефф, Айна расплачивается с работающими на неё ворами через свой ломбард.
На следующий день, закончив обучение Фэй, Айна направляет её в Сан-Диего. Там она получит список вещей, которые должна будет украсть из местного универсального магазина. Когда Фэй выходит на улицу, Айна незаметно наблюдает в окно, замечая, что её поджидает Джефф. Подавленная Фэй рассказывает Джеффу о своём задании, и он предлагает украсть вещи вместо неё. По прибытии в Сан-Диего Джефф снимает номер в мотеле напротив номера Фэй. Вскоре в номер к Фэй заходит Пепи, что передать ей список вещей. Однако затем он неожиданно набрасывается на девушку, пытаясь её изнасиловать. На крики в комнату Фэй прибегает Джефф, однако она уже исчезла, а Пепи успел скрыться. Джефф подбегает к океану, замечая Фэй, которая в отчаянии пытается утопиться. Джефф вытаскивает её на берег и провожает в мотель. На следующее утро Джефф сообщает Фэй, что на самом деле является сотрудником полиции и работает под прикрытием для разоблачения банды воров, после чего она соглашается ему помочь в проведении полицейской операции.
Айна в свою очередь также получает информацию от своего человека в универмаге Лос-Анджелеса, что Джефф на самом деле работает на шерифа Бэскама. Когда Фэй приезжает с украденными товарами на склад, который является перевалочным пунктом банды, бандиты хватают её, связывают и помещают в глухой фургон грузовика. Тем временем снаружи склада полиция ведёт визуальное наблюдение, ожидая того момента, когда Фэй покинет территорию, чтобы затем схватить банду с поличным. На нескольких машинах и грузовике банда покидает склад, однако полиция не видит среди выезжающих Фэй. Тогда Джефф бежит на склад, и, видя, что там никого нет, понимает, что Фэй похитили. Тем временем караван машин во главе с Айной направляется на юг к мексиканской границе. Джефф садится в машину Фэй и бросается в погоню. Бэском однако не торопится с арестом банды, рассчитывая, что выйдет на их штаб-квартиру. После пересечения мексиканской границы, банда сразу же начинает торговлю украденными вещами на аукционе в Тихуане, который проводит Барки. Пепи замечает появившегося на аукционе Джеффа, после чего между ними начинается драка, в которой Джефф одерживает верх. Вскоре полиция начинает облаву на бандитов. Айна даёт указание членам банды не открывать огонь, так как в этом случае их смогут осудить только за кражу, но не за убийство. После ареста членов банды Джефф и Бэском допрашивают их, обещая мягкое наказание в случае, если они назовут своего человека, связанного с полицией, который снабжал их информацией. Так как никто из членов банды не сознаётся, Джефф и Бэском собирают всех сотрудников, кто был в курсе операции, с целью выявить среди них человека, который работал на банду. Они заявляют, что сейчас появится Фэй, которая слышала его голос по телефону, и будет произведён следственный эксперимент. В этот момент нервы у Херба Клэксона (Чарльз Дрейк), сотрудника охраны универмага, не выдерживают, и он пытается бежать. Его быстро задерживают, и он сознаётся, что передавал информацию Айне, в которую был влюблён с того момента, как однажды задержал её за кражей вещей, и с тех пор выполнял все её инструкции. После того, как преступников отправляют в тюрьму, Джефф, который полюбил Фэй, дарит ей кольцо с бриллиантом.

## В ролях
- Скотт Брейди — Джефф Эндрюс
- Мона Фриман — Фэй Бёртон
- Андреа Кинг — Айна Пердью
- Тони Кёртис — Пепе
- Чарльз Дрейк — Херб Клэксон
- Грегг Мартелл — Чемп
- Ларри Китинг — Гарри Дансон
- Роберт Гист — Барки Нефф
- Майкл Раффетто — шериф Бэском

## Создатели фильма и исполнители главных ролей
За свою режиссёрскую карьеру, охватившую период с 1922 по 1956 год, Чарльз Ламонт поставил 168 короткометражных и 86 полнометражных фильмов, наиболее успешными среди которых были девять комедий с участием Бада Эбботта и Лу Костелло, пять комедий про семью Кэттлов, а также экзотические приключенческие ленты с такими актрисами, как Морин О’Хара и Ивонн Де Карло.
Скотт Брейди в период с 1948 по 1984 год сыграл в шестидесяти художественных фильмах, а также исполнил множество ролей на телеэкране. В начале своей кинокарьеры он специализировался на фильмах нуар, среди которых «Он бродил по ночам» (1948), «Кэньон-Сити» (1948), «Поддержка» (1949), «Порт Нью-Йорка» (1949), «Девушка под прикрытием» (1950) и «Три шага на эшафот» (1953), позднее он сыграл в таких заметных картинах, как «Китайский синдром» (1979) и «Гремлины» (1984).
Свои наиболее значимые роли Мона Фриман сыграла в романтической комедии «Дорогая Рут» (1947), исторической мелодраме «Наследница» (1949), вестернах «Улицы Ларедо» (1949) и «Заклеймённый» (1950), а также в фильмах нуар «Сигнал об опасности» (1945) и «Ангельское лицо» (1953), а с 1958 года работала только на телевидении.
Андреа Кинг известна по таким картинам, как военная драма «Гостиница „Берлин“» (1945), фильм ужасов «Зверь с пятью пальцами» (1946), фильмы нуар «Розовая лошадь» (1947), «Звонить 1119» (1950) и «Саутсайд 1-1000» (1950), а также по фантастическому фильму «Красная планета Марс» (1952).

## История создания фильма
Рабочее название фильма — «Магазинный вор» (англ.  Shoplifter).
Фильм начинается с закадрового рассказа о том, что магазинные кражи обходятся магазинам в 100 миллионов долларов ежегодно. Сообщается также, что девять из десяти магазинных краж совершаются женщинами, и десять процентов из них занимаются этим профессионально. При этом наибольшие потери от магазинных краж приносят наркоманы.
В октябре 1949 года «Голливуд репортер» сообщил, что Андреа Кинг заменила Алексис Смит в главной отрицательной роли.
Содержание фильма вызвало определённое противодействие со стороны цензуры. Так, в письме от 25 октября 1949 года от цензора Уильяма Гордона директору Администрации производственного кодекса Джозефу И. Брину, в частности говорилось: «Мы всё ещё испытываем серьёзные опасения по поводу подробностей (показа) магазинных краж… Как вы помните, Кодекс запрещает показывать детали преступления, которые можно легко имитировать». 30 апреля 1950 года «Нью-Йорк таймс» написала, что фильм был запрещён в Атланте, Джорджия, поскольку цензор Кристин Смит посчитала его «курсом магазинных краж».

## Оценка фильма критикой
Фильм не привлёк к себе особого внимания критики, которая оценила его весьма сдержанно. Как написал современный историк кино Хэл Эриксон, «название говорит всё или почти всё об этом фильме», который обращает на себя внимание участием двух будущих звёзд — Тони Кёртиса в роли жестокого бандита и Рока Хадсона «в настолько маленькой роли, что он даже не попал в официальные титры студии».
Кинокритик Лора Грив написала, что это «быстрый небольшой фильм, который доставляет много удовольствия. Красивый Брейди хорош в роли героя, а Фриман убедительна в роли взволнованной молодой женщины из богатой, но несчастной семьи. Кинг восхитительна в роли главы банды преступников, особенно, когда она понимает, что игра окончена и уговаривает своего безумного силовика (Кёртис) никого не убивать, чтобы не получить обвинения в убийстве».